# ŠK Uskok Čapljina
Športski klub Uskok Čapljina  bivši je bosanskohercegovački sportski klub iz Čapljine. 
Osnovan je 1919. Imao je lakoatletsku i nogometnu sekciju. Lakoatletska sekcija ostvarila je drugo mjesto na državnom natjecanju 1922.
Protiv nogometne sekcije Uskoka svoju prvu službenu utakmicu odigrao je JŠK Mostar te je pobijedio s 19:0.
Klupske boje 1932. bile su bijela i crna.